# SIG SG552
SIG SG552は、スイスのシグ社（現スイス・アームズ社）により開発された特殊部隊向けアサルトライフルである。SIG SG550のコマンドカービンバージョンSIG SG551をさらにコンパクトにしたもので、ハンドガードと銃身が短くなっている。現在は改良型のSG553にモデルチェンジされている。

## 概要
SIG SG550と異なり、リコイルスプリングはガスピストン部ではなくボルトキャリアの後ろに設置される。SIG SG550から標準装備であった折りたたみ銃床が引き継がれており、遠距離では照準を確実とする。
室内近接戦闘（CQB）などの超短距離戦では、発射可能な状態のまま銃床を折りたたむことで、銃全体を半分近くまでコンパクトにすることができる。後継のSG553ではリコイルスプリングがSG550同様、ガスピストン部に戻されている。
このモデルは、世界中の軍隊や警察の特殊部隊などといった法執行機関によって使用されている。

## バリエーション
SIG SG552
SG550のコマンドバージョン。
SIG SPORT 552
SG552の民間用半自動バージョン。装弾数が10発になっている。
SIG SG553
リコイルスプリングをガスピストン部に戻したもの。347mmの銃身を持つSG553-LBも存在。
SIG SG553 US
アメリカ市場向けにSTANAG マガジンに対応したモデル。ロアレシーバーが、従来のプレス成型スチール・プレートから鍛造軽合金の削りだしに変更されている。

## 登場作品

### 映画・テレビドラマ
『RED/レッド』
物語冒頭、主人公のフランク・モーゼズの家を襲った傭兵がダットサイトとフォアグリップを装着したものを使用。
『アサルト13 要塞警察』
ジェイク・ローニック、マリオン・ビショップ、ベック、襲撃部隊が使用。ダットサイトやフォアグリップなどを装着。
『インセプション』
イームス（トム・ハーディ）が使用。
『ウルトラヴァイオレット』
統合省の兵士が使用（ホワイトカラーもあり）。
『ザ・プレデター』
スターゲイザーの兵士が使用。また、スターゲイザーに捕獲され、拘束を解いたフジティブ・プレデターが、殺害したスターゲイザーの兵士から奪って使用。これは映像作品で始めて、プレデターが使用した地球製の武器になる。
『ジウ 警視庁特殊犯捜査係』
新世界秩序の武装集団が所持。撮影にはエキストラの物が使われた。
『スズメバチ』
ジョヴァンニが使用。
『スティーヴ・オースティン S.W.A.T.』
『バイオハザードII アポカリプス』
ラクーンシティ警察特殊部隊「S.T.A.R.S.」がフォアグリップとタクティカルライトを装着したものを、CSA隊員がダットサイト、タクティカルライト、レーザーサイトを装着したものを使用する。
『バイオハザードV リトリビューション』
アリス救出チームの1人、レオン・S・ケネディがEO Tech社製ホロサイトとタクティカルライトを装着したものを使用する。
『マイアミ・バイス』
ジェームズ・ソニー・クロケットが使用。
『ホワイトハウス・ダウン』
ヴァディムが使用しており、主人公、ジョン・ケイルも奪って使用する。
『レッド・サイレン』
ヒューゴーが使用（赤外線スコープ付き）。
『ボーン・アイデンティティ』
コンクリンの部下が使用。

### 漫画・アニメ
『Angel Beats!』
第8話にて高松が所持。
『GUNSLINGER GIRL』
アニメ版にてエルザが使用。
『蒼き鋼のアルペジオ -アルス・ノヴァ-』
#06「ともだち」にて陸軍の特殊部隊が使用。ショートバレルのM203 グレネードランチャー、レーザーサイト、ダットサイトを装着している。
『ジオブリーダーズ』
厚生省衛生二課（ハウンド）が使用。
『とある魔術の禁書目録』
アニメ版にて警備員（アンチスキル）の隊員が使用。
『とある科学の超電磁砲』
上記のスピンオフ作品。こちらのアニメ版にも数度登場するが、SG552にしてはハンドガードが長過ぎ、形状はSG551に近い。
『娘入り箱』
広域宇宙対策省の突入部隊が所持。通常の物より銃身が長い。

### 小説
『ゴルゴタ』（深見真）
警視庁SITの隊員らが使用。元特殊作戦群の自衛官・真田による相次ぐ凶悪犯罪と、真田が自動小銃で武装している可能性を受け、警視庁術化センターから受け取り急遽装備する。
『僕の学校の暗殺部』
主人公とヒロインの未但馬裕佳梨が所持している。タクティカルライトとホロサイトを装着している。

### ゲーム
『007 Everything or Nothing』
ジェームズ・ボンドが、ビル降下作戦の際に使用。
『007 ナイトファイア』
SG552が「SG-5コマンドー」と言う名前で登場。主にフェニックス構成員が使用する。
『Alliance of Valiant Arms』
「SG552 Commando」という名称で、ゲーム内兵科「ポイントマン」のメイン武器として登場。改造すると「SG552 RIS」と言う武器になり、カスタムパーツが装着可能になる。
『DISASTER DAY OF CRISIS』
レイモンド・ブライスが使用。
『Far Cry 3』
「STG-90」という名称でSG553が登場。様々なカスタマイズができる。
『The Bourne Conspiracy』
ジェイソン・ボーンと各種敵キャラが、ダットサイト付を使用。日本国内では未販売。
『Left 4 Dead 2』
ゴア表現が規制されているプレイヤーがいると使用可能になる。日本版はゴア表現が規制されていないので通常は使用不可能。オフラインプレイ時のみ開発者コンソールコマンドで呼び出す事が可能。しかし当たり判定はあってもダメージ判定のスクリクトが無いため実用性は皆無。
『TrueCombat:Elite』
テロリストのアサルトクラスが装備可能。
『カウンターストライク』
「SSG552」という名称で登場。
『クロスファイア』
「SG552」の名称で登場。ゲーム内通貨で購入可能。
『ザ・サード バースデイ』
「S552」の名称で登場。
『バトルフィールドシリーズ』
『BF3』
マルチプレイで工兵が使用できるカービンライフルとしてSG553が登場。
『BF4』
全兵科共通のカービンライフルとしてSG553が登場。
『BFH』
『レインボーシックスシリーズ』
『レインボーシックス ベガス』
「552コマンドー｣の名称で登場。
『レインボーシックス シージ』
ドイツの特殊部隊「GSG-9」の攻撃側オペレーターの「IQ」のみ使用できる武器として「552 Command」という名前で登場。発売当初はメインウェポン中最強の威力を誇っていたが、何度かバージョンが入ったことにより弱体化している。
『レッドクルシブル2』
「commando」という名称で登場。
『コール オブ デューティ モダン・ウォーフェア』
Grau5.56という名前で登場。
『コール オブ デューティ・モバイル』
cod:MWからの実装で名前もcod:MWと同じくGrau5.56で実装。MWからの実装だが性能は全くの別物で性能面ではcod:Mobileの方が大きく上回っている。(何度か弱体化してはいるものの未だに環境上位に立ち続けている)
『アリーナブレイクアウト』
名前そのままでSIG552で実装(ただし現在は中国版のみでグローバル版やPC版は未実装)